# Festival de la Canción de Eurovisión 2018

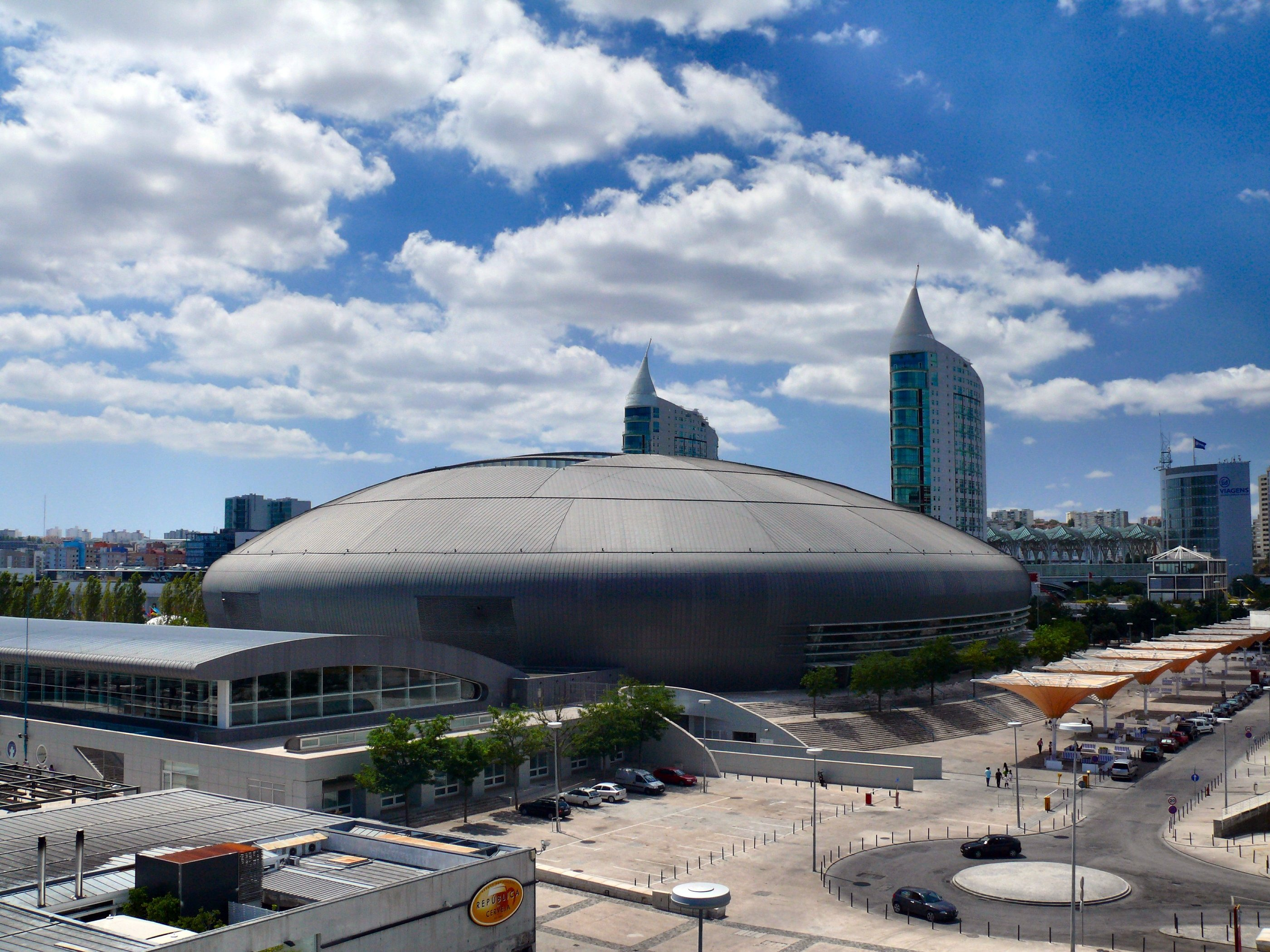
El Altice Arena, sede del Festival de la Canción de Eurovisión 2018.

El LXIII Festival de la Canción de Eurovisión se celebró en la capital lusa, Lisboa, los días 8, 10 y 12 de mayo de 2018., tras la victoria de Portugal en la edición anterior, a cargo de Salvador Sobral, con su tema Amar pelos dois. El certamen fue albergado en el Altice Arena y fue conducido por Catarina Furtado, Daniela Ruah, Filomena Cautela y Sílvia Alberto. Fue la segunda ocasión, después de la edición de Viena de 2015, en la que fue presentado por un grupo de mujeres. 
El lema de esta edición fue All Aboard! («¡Todos a bordo!»). El lema vino acompañado de un emblema principal, que representa una caracola, y una colección de doce variaciones gráficas que muestran diversas formas de vida marina. En conjunto representan «la diversidad, el respeto, y la tolerancia», según palabras de los organizadores, uniendo la temática oceánica al pasado de exploración marítima de Portugal y al presente de Lisboa como «puerto de culturas y sonidos».
La lista oficial de participantes de esta edición contó con 43 países, igualando el récord de participantes establecido en Belgrado 2008 y Düsseldorf 2011.
El ganador de la edición de 2018 fue Israel con la canción «Toy» interpretada por Netta, absoluta favorita durante los meses previos al festival. Sin embargo, días antes de la final, las apuestas estuvieron un poco reñidas entre este mismo país y Chipre, una de las revelaciones del concurso, llegando inclusive como primer lugar en las apuestas a la final. A pesar de esto, el festival se consideró uno de los más abiertos entre los favoritos, principalmente después de lo visto en el festival pasado. Al comienzo, República Checa y Estonia acompañaban a Israel dentro del Top 3 en apuestas, con Bulgaria, Bélgica, Suecia y Australia como favoritos menores, a los que se unieron posteriormente Francia y Noruega. Sin embargo, durante las semanas de ensayos y la realización de las semifinales, países como Alemania, Italia, Lituania e Irlanda también comenzaron a figurar como favoritos al top 10. Al final, en el festival habría resultados muy dispares entre los países favoritos.

## Organización

### Sede del festival
Tras la victoria de Salvador Sobral en el Festival de la Canción de Eurovisión 2017 con la canción «Amar pelos dois», la edición de 2018 fue programada para tener lugar en Portugal. El supervisor ejecutivo de Eurovisión, Jon Ola Sand, emitió la invitación de acogida a Rádio e Televisão de Portugal (RTP) durante la conferencia de prensa del ganador, entregando un dossier de organizador a la RTP.
El 15 de mayo de 2017, la RTP declaró que el evento tendría lugar en Lisboa e informó que la Unión Europea de Radiodifusión (UER) les había sugerido el MEO Arena como recinto potencial (posteriormente renombrado Altice Arena). Este anuncio desencadenó críticas de otras ciudades y regiones de Portugal, ya que, en los años anteriores, los países anfitriones habían seleccionado la ciudad sede tras un proceso de licitación. Como consecuencia, el director de programas de la RTP, Daniel Deusdado, aclaró que aún no habían elegido la ciudad sede, que será determinada por los costes, área cubierta, condiciones del entorno y capacidad hotelera. Los ayuntamientos de Lisboa, Guimarães, Faro, Santa Maria da Feira, Gondomar y Braga declararon su interés en recibir el evento. Por otra parte, Rui Moreira el alcalde de Oporto, una seria ciudad candidata a recibir el festival, no mostró interés en recibir el evento, justificando el coste que este tendría para la ciudad. Asimismo, el Consejo Metropolitano de Oporto defendió, en declaraciones de su presidente, la realización del festival en el Área Metropolitana de Oporto, pero en el municipio de Santa Maria da Feira, donde está ubicado el Europarque, uno de los más grandes centros de convenciones de Portugal. El responsable añadió que, en un radio de 30 kilómetros alrededor del Europarque «hay más de ocho mil cuartos, quedando próximos del aeropuerto y de los principales ferrocarriles», por lo que, para la organización del evento, «Lisboa y Oporto están en igualdad, pero ya es tiempo de que no quede todo centralizado en Lisboa».
El 25 de julio de 2017, la RTP y la UER anunciaron en rueda de prensa que Lisboa había sido seleccionada como sede, siendo Braga, Gondomar, Guimarães y Santa Maria da Feira las otras candidaturas que se habían incluido en el proceso de licitación.
     Sede elegida
| Ciudad               | Sede                               | Capacidad                          | Información |
| -------------------- | ---------------------------------- | ---------------------------------- | --- |
| Braga                | Parque de Exposições de Braga      | 3 000 15 000 (tras reconstrucción) | El Parque de Exposições de Braga es una estructura dedicada a ferias, exposiciones, congresos y eventos socioculturales, científicos, recreativos y deportivos. Aunque la capacidad actual es de 3 000 espectadores, está prevista una reconstrucción que eleve la capacidad a 15 000 personas. |
| Gondomar             | Multiusos Gondomar Coração de Ouro | 8 000                              | El pabellón permite realizar múltiples deportes, así como exposiciones, espectáculos culturales, actividades carácter económico-social y conciertos de música. Aunque la capacidad máxima es de 4 400 espectadores, cuando el público está de pie puede albergar hasta 8.000 personas.          |
| Guimarães            | Multiusos de Guimarães             | 5 000                              | Recibe anualmente grandes conciertos y eventos internacionales. |
| Lisboa               | Altice Arena                       | 20 000                             | Recibió a la Expo '98, el Mundial de Baloncesto Sub-19 de 1999, los MTV Europe Music Awards de 2005, la Web Summit 2016 y muchos conciertos y grandes eventos internacionales. |
| Santa Maria da Feira | Europarque                         | 11 000                             | Parte del centro de convenciones más importante de la región de Oporto, recibió a la final del Festival RTP da Canção de 2001 y muchos conciertos y eventos internacionales. Es la sede defendida por el consejo del Área Metropolitana de Oporto.                                              |

### Fechas
El 25 de julio de 2017, en la misma rueda de prensa en la que se anunció Lisboa como ciudad sede, las fechas de las semifinales se fijaron el 8 y 10 de mayo de 2018, y la final el 12 de mayo.

### Identidad visual
Como es costumbre, como acompañamiento del isotipo genérico de Eurovisión, la organización de esta edición creó una identidad visual propia para el desarrollo del Festival, la cual fue presentada el 7 de noviembre de 2017. El emblema principal de esta identidad gráfica, que representa un caracol marino, estuvo acompañado en esta edición por otras doce variaciones del emblema, que representan distintas formas de vida marina, esenciales para el equilibrio de los ecosistemas acuáticos. En conjunto, según palabras de la RTP, representan temas clave como la diversidad, el respeto, y la tolerancia. Según Gonçalo Madaíl, director creativo de la RTP: «durante siglos, Portugal exploró el mundo a través del mar; hoy día, Lisboa es cada vez más una ciudad de todos los colores, un gran puerto de culturas y sonidos». Junto al logo, se utilizó el lema «All Aboard!» («¡Todos a bordo!» en español), invitando al colectivo diverso de países de Europa a unirse al festival en Lisboa. La infografía, la decoración y el merchandising entre otros aspectos giraron en torno a este concepto artístico. 
El diseño del escenario fue encargado al escenógrafo alemán Florian Wieder, quien ya había estado detrás de la creación de los escenarios de Eurovisión en cuatro ocasiones (2011, 2012, 2015 y 2017), además de trabajar en varias galas de premios de la MTV o el concurso The X Factor, entre otros. El escenario, según palabras de Wieder, estuvo inspirado en la historia marítima de Portugal. Así, la disposición del escenario estaba inspirada por los cascos de los navíos; varias estructuras circulares en suspensión envolvían el escenario inspiradas por una esfera armilar; una estructura escultórica con formas onduladas que recuerdan al mar separaba el fondo de la plataforma principal; y líneas radiales inspiradas por los mapas se conectaban al centro del escenario. La plataforma principal, de planta circular, estaba conectada, por dos puentes a cada lado, con una pasarela semicircular en frente de la plataforma principal, la cual separaba el público en pie del foso del arena en dos secciones. A diferencia de escenarios de ediciones anteriores, no se emplearon pantallas led o proyecciones de imágenes como fondo; según palabras de la producción se pretendía centrar la atención en los artistas y las canciones y dar un rol especial a la iluminación y la realización. La denominada Green Room (el lugar donde los artistas esperan los resultados tras su actuación) estuvo situada en el mismo recinto, dentro de la platea entre el público asistente.
Durante el festival cada actuación estuvo precedida por un breve vídeo de introducción (conocido como «postcard» o «postal»). Los vídeos, que estuvieron a cargo de Turismo de Portugal, mostraban a los artistas participantes en diversas localizaciones de Portugal.

## Países participantes
La primera lista oficial de participantes se dio a conocer el 7 de noviembre de 2017, totalizando 42 países inscritos. En esta lista, además del retorno de Rusia tras su ausencia en la edición de 2017, cabía destacar la ausencia de Macedonia (ARY). En un principio, la UER había bloqueado la participación de Macedonia por deudas reiteradamente impagadas de la radiotelevisión MRT con la UER. Sin embargo, la UER siguió negociando una solución con la televisión pública macedonia, y el 17 de noviembre Macedonia fue incluida en la lista. Así, se totalizaron 43 países, igualando el récord de participantes establecido en Belgrado 2008 y Düsseldorf 2011.

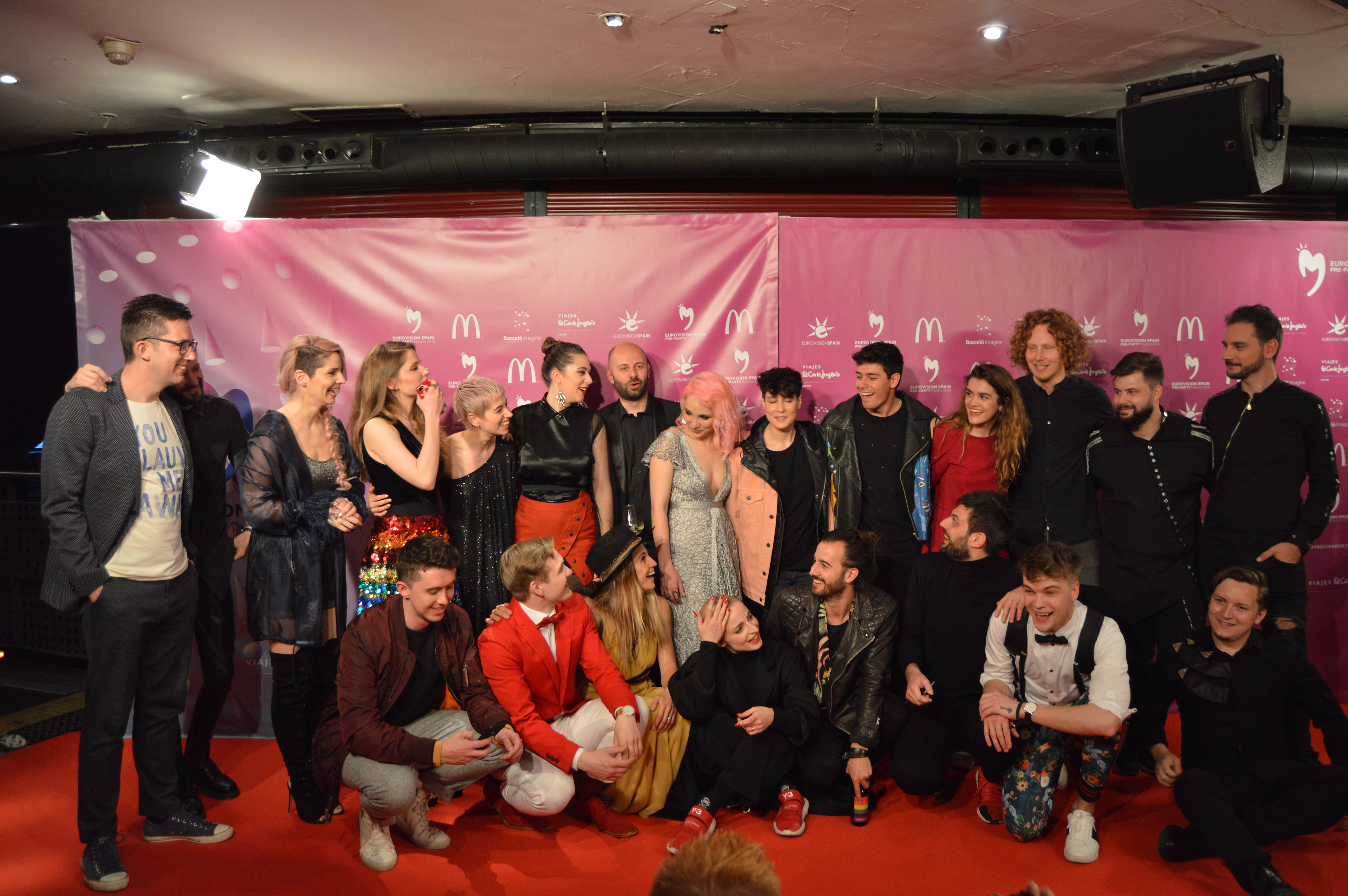
Representantes de 21 países participantes en Eurovisión 2018

### Canciones y selección
| País y TV             | Título original de la canción | Artista                            | Proceso y fecha de selección |
| País y TV             | Traducción al español         | Idiomas                            | Proceso y fecha de selección |
| --------------------- | ----------------------------- | ---------------------------------- | --- |
| Albania RTSH          | «Mall»                        | Eugent Bushpepa                    | Festivali i Këngës 56, 23-12-2017 (Presentación de la versión final, 16-03-2018)                                                  |
| Albania RTSH          | «Anhelo»                      | Albanés                            | Festivali i Këngës 56, 23-12-2017 (Presentación de la versión final, 16-03-2018)                                                  |
| Alemania ARD          | «You Let Me Walk Alone»       | Michael Schulte                    | Unser Lied für Lissabon, 22-02-2018                                                                                               |
| Alemania ARD          | «Me dejaste caminar solo»     | Inglés                             | Unser Lied für Lissabon, 22-02-2018                                                                                               |
| Armenia AMPTV         | «Qami» (Քամի)                 | Sevak Khanagyan                    | Depi Evratesil 2018, 25-02-2018 (Presentación de la versión final, 21-03-2018)                                                    |
| Armenia AMPTV         | «Viento»                      | Armenio                            | Depi Evratesil 2018, 25-02-2018 (Presentación de la versión final, 21-03-2018)                                                    |
| Australia SBS         | «We Got Love»                 | Jessica Mauboy                     | Presentación de la canción, 08-03-2018 (Cantante elegida internamente, 11-12-2017)                                                |
| Australia SBS         | «Tenemos amor»                | Inglés                             | Presentación de la canción, 08-03-2018 (Cantante elegida internamente, 11-12-2017)                                                |
| Austria ORF           | «Nobody but You»              | Cesár Sampson                      | Presentación de la canción, 09-03-2018 (Cantante elegido internamente, 05-12-2017)                                                |
| Austria ORF           | «Nadie más que tú»            | Inglés                             | Presentación de la canción, 09-03-2018 (Cantante elegido internamente, 05-12-2017)                                                |
| Azerbaiyán İctimai    | «X My Heart»                  | Aisel                              | Presentación de la canción, 04-03-2018 (Cantante elegida internamente, 08-11-2017) (Presentación de la versión final, 13-03-2018) |
| Azerbaiyán İctimai    | «Juro»                        | Inglés                             | Presentación de la canción, 04-03-2018 (Cantante elegida internamente, 08-11-2017) (Presentación de la versión final, 13-03-2018) |
| Bélgica VRT           | «A Matter of Time»            | Sennek                             | Presentación de la canción, 05-03-2018 (Cantante elegida internamente, 28-09-2017)                                                |
| Bélgica VRT           | «Cuestión de tiempo»          | Inglés                             | Presentación de la canción, 05-03-2018 (Cantante elegida internamente, 28-09-2017)                                                |
| Bielorrusia BRTC      | «Forever»                     | Alekseev                           | EuroFest 2018, 16-02-2018 (Presentación de la versión final, 28-03-2018)                                                          |
| Bielorrusia BRTC      | «Para siempre»                | Inglés                             | EuroFest 2018, 16-02-2018 (Presentación de la versión final, 28-03-2018)                                                          |
| Bulgaria BNT          | «Bones»                       | Equinox                            | Elección interna, 12-03-2018 |
| Bulgaria BNT          | «Huesos»                      | Inglés                             | Elección interna, 12-03-2018 |
| Croacia HRT           | «Crazy»                       | Franka                             | Presentación de la canción, 06-03-2018 (Cantante elegida internamente, 13-02-2018)                                                |
| Croacia HRT           | «Loca»                        | Inglés                             | Presentación de la canción, 06-03-2018 (Cantante elegida internamente, 13-02-2018)                                                |
| Chipre CyBC           | «Fuego»                       | Eleni Foureira                     | Presentación de la canción, 02-03-2018 (Cantante elegida internamente, 25-01-2018)                                                |
| Chipre CyBC           | -                             | Español e inglés                   | Presentación de la canción, 02-03-2018 (Cantante elegida internamente, 25-01-2018)                                                |
| Dinamarca DR          | «Higher Ground»               | Rasmussen                          | Dansk Melodi Grand Prix 2018, 10-02-2018                                                                                          |
| Dinamarca DR          | «Tierras más altas»           | Inglés                             | Dansk Melodi Grand Prix 2018, 10-02-2018                                                                                          |
| Eslovenia RTVSLO      | «Hvala, ne!»                  | Lea Sirk                           | Evrovizijska Melodija (EMA) 2018, 24-02-2018                                                                                      |
| Eslovenia RTVSLO      | «¡No, gracias!»               | Esloveno                           | Evrovizijska Melodija (EMA) 2018, 24-02-2018                                                                                      |
| España TVE            | «Tu canción»                  | Amaia y Alfred                     | Operación Triunfo 2017, 29-01-2018 (Presentación de la versión final, 09-03-2018)                                                 |
| España TVE            | -                             | Español                            | Operación Triunfo 2017, 29-01-2018 (Presentación de la versión final, 09-03-2018)                                                 |
| Estonia ERR           | «La forza»                    | Elina Nechayeva                    | Eesti Laul 2018, 03-03-2018 |
| Estonia ERR           | «La fuerza»                   | Italiano                           | Eesti Laul 2018, 03-03-2018 |
| Finlandia Yle         | «Monsters»                    | Saara Aalto                        | Uuden Musiikin Kilpailu (UMK) 2018, 03-03-2018 (Cantante elegida internamente, 07-11-2017)                                        |
| Finlandia Yle         | «Monstruos»                   | Inglés                             | Uuden Musiikin Kilpailu (UMK) 2018, 03-03-2018 (Cantante elegida internamente, 07-11-2017)                                        |
| Francia France 2      | «Mercy»                       | Madame Monsieur                    | Destination Eurovision 2018, 27-01-2018 (Presentación de la versión final, 12-03-2018)                                            |
| Francia France 2      | -                             | Francés                            | Destination Eurovision 2018, 27-01-2018 (Presentación de la versión final, 12-03-2018)                                            |
| Georgia GPB           | «For you»                     | Iriao                              | Presentación de la canción, 13-03-2018 (Grupo elegido internamente, 01-01-2018)                                                   |
| Georgia GPB           | «Por ti»                      | Georgiano                          | Presentación de la canción, 13-03-2018 (Grupo elegido internamente, 01-01-2018)                                                   |
| Grecia ERT            | «Oniro Mou» (Όνειρο Μου)      | Gianna Terzi                       | Elección interna, 16-02-2018 |
| Grecia ERT            | «Mi sueño»                    | Griego                             | Elección interna, 16-02-2018 |
| Hungría MTVA          | «Viszlát nyár»                | AWS                                | A Dal 2018, 24-02-2018 |
| Hungría MTVA          | «Adiós verano»                | Húngaro                            | A Dal 2018, 24-02-2018 |
| Irlanda RTÉ           | «Together»                    | Ryan O'Shaughnessy                 | Presentación de la canción, 09-03-2018 (Cantante elegido internamente, 31-01-2018)                                                |
| Irlanda RTÉ           | «Juntos»                      | Inglés                             | Presentación de la canción, 09-03-2018 (Cantante elegido internamente, 31-01-2018)                                                |
| Islandia RÚV          | «Our Choice»                  | Ari Ólafsson                       | Söngvakeppnin 2018, 03-03-2018 |
| Islandia RÚV          | «Nuestra elección»            | Inglés                             | Söngvakeppnin 2018, 03-03-2018 |
| Israel IPBC           | «Toy»                         | Netta                              | The Next Star 2018, 13-02-2018 (Presentación de la canción, 10-03-2018)                                                           |
| Israel IPBC           | «Juguete»                     | Inglés                             | The Next Star 2018, 13-02-2018 (Presentación de la canción, 10-03-2018)                                                           |
| Italia RAI            | «Non mi avete fatto niente»   | Ermal Meta y Fabrizio Moro         | San Remo 2018, 10-02-2018 |
| Italia RAI            | «No me habéis hecho nada»     | Italiano                           | San Remo 2018, 10-02-2018 |
| Letonia LTV           | «Funny Girl»                  | Laura Rizzotto                     | Supernova 2018, 24-02-2018 |
| Letonia LTV           | «Chica divertida»             | Inglés                             | Supernova 2018, 24-02-2018 |
| Lituania LRT          | «When We're Old»              | Ieva Zasimauskaitė                 | Eurovizijos Atranka 2018, 11-03-2018                                                                                              |
| Lituania LRT          | «Cuando seamos mayores»       | Inglés                             | Eurovizijos Atranka 2018, 11-03-2018                                                                                              |
| Macedonia (ARY) MKRTV | «Lost and found»              | Eye Cue                            | Presentación de la canción, 11-03-2018 (Dúo elegido internamente, 13-02-2018)                                                     |
| Macedonia (ARY) MKRTV | «Perdidos y encontrados»      | Inglés                             | Presentación de la canción, 11-03-2018 (Dúo elegido internamente, 13-02-2018)                                                     |
| Malta PBS             | «Taboo»                       | Christabelle                       | Malta Eurovision Song Contest (MESC) 2018, 03-02-2018 (Presentación de la versión final, 09-03-2018)                              |
| Malta PBS             | «Tabú»                        | Inglés                             | Malta Eurovision Song Contest (MESC) 2018, 03-02-2018 (Presentación de la versión final, 09-03-2018)                              |
| Moldavia TRM          | «My Lucky Day»                | DoReDos                            | O Melodie Pentru Europa 2018, 24-02-2018 (Presentación de la versión final, 12-03-2018)                                           |
| Moldavia TRM          | «Mi día de suerte»            | Inglés                             | O Melodie Pentru Europa 2018, 24-02-2018 (Presentación de la versión final, 12-03-2018)                                           |
| Montenegro RTCG       | «Inje»                        | Vanja Radovanović                  | Montevizija 2018, 17-02-2018 (Presentación de la versión final, 11-03-2018)                                                       |
| Montenegro RTCG       | «Escarcha»                    | Montenegrino                       | Montevizija 2018, 17-02-2018 (Presentación de la versión final, 11-03-2018)                                                       |
| Noruega NRK           | «That's How You Write a Song» | Alexander Rybak                    | Norsk Melodi Grand Prix 2018, 10-03-2018                                                                                          |
| Noruega NRK           | «Así se escribe una canción»  | Inglés                             | Norsk Melodi Grand Prix 2018, 10-03-2018                                                                                          |
| Países Bajos AVROTROS | «Outlaw in 'Em»               | Waylon                             | Presentación de la canción, 02-03-2018 (Cantante elegido internamente, 09-11-2017)                                                |
| Países Bajos AVROTROS | «Un forajido dentro de ellos» | Inglés                             | Presentación de la canción, 02-03-2018 (Cantante elegido internamente, 09-11-2017)                                                |
| Polonia TVP           | «Light Me Up»                 | Gromee feat. Lukas Meijer          | Krajowe Eliminacje 2018, 03-03-2018                                                                                               |
| Polonia TVP           | «Enciéndeme»                  | Inglés                             | Krajowe Eliminacje 2018, 03-03-2018                                                                                               |
| Portugal RTP          | «O Jardim»                    | Cláudia Pascoal                    | Festival da Canção 2018, 04-03-2018                                                                                               |
| Portugal RTP          | «El jardín»                   | Portugués                          | Festival da Canção 2018, 04-03-2018                                                                                               |
| Reino Unido BBC       | «Storm»                       | SuRie                              | Eurovision: You Decide 2018, 07-02-2018 (Presentación de la versión final, 07-03-2018)                                            |
| Reino Unido BBC       | «Tormenta»                    | Inglés                             | Eurovision: You Decide 2018, 07-02-2018 (Presentación de la versión final, 07-03-2018)                                            |
| República Checa ČT    | «Lie to me»                   | Mikolas Josef                      | Eurovision Song CZ 2018, 29-01-2018 (Presentación de la versión final, 13-03-2018)                                                |
| República Checa ČT    | «Miénteme»                    | Inglés                             | Eurovision Song CZ 2018, 29-01-2018 (Presentación de la versión final, 13-03-2018)                                                |
| Rumania TVR           | «Goodbye»                     | The Humans                         | Selecţia Naţională 2018, 25-02-2018                                                                                               |
| Rumania TVR           | «Adiós»                       | Inglés                             | Selecţia Naţională 2018, 25-02-2018                                                                                               |
| Rusia C1R             | «I Won’t Break»               | Yulia Samoylova                    | Presentación de la canción, 11-03-2018 (Cantante elegida internamente, 29-01-2018)                                                |
| Rusia C1R             | «No me romperé»               | Inglés                             | Presentación de la canción, 11-03-2018 (Cantante elegida internamente, 29-01-2018)                                                |
| San Marino SMRTV      | «Who We Are»                  | Jessika feat. Jenifer Brening      | 1in360 show 2018, 03-03-2018 |
| San Marino SMRTV      | «Quienes somos»               | Inglés                             | 1in360 show 2018, 03-03-2018 |
| Serbia RTS            | «Nova deca» (Нова деца)       | Sanja Ilić y Balkanika             | Beovizija 2018, 20-02-2018 (Presentación de la versión final, 26-03-2018)                                                         |
| Serbia RTS            | «Nuevos niños»                | Lengua construida, serbio y torlak | Beovizija 2018, 20-02-2018 (Presentación de la versión final, 26-03-2018)                                                         |
| Suecia SVT            | «Dance You Off»               | Benjamin Ingrosso                  | Melodifestivalen 2018, 10-03-2018                                                                                                 |
| Suecia SVT            | «Bailarte»                    | Inglés                             | Melodifestivalen 2018, 10-03-2018                                                                                                 |
| Suiza SRG SSR         | «Stones»                      | Zibbz                              | Die Große Entscheidunsshow 2018, 04-02-2018 (Presentación de la versión final, 12-03-2018)                                        |
| Suiza SRG SSR         | «Piedras»                     | Inglés                             | Die Große Entscheidunsshow 2018, 04-02-2018 (Presentación de la versión final, 12-03-2018)                                        |
| Ucrania UA:PBC        | «Under the Ladder»            | Mélovin                            | Nacionalnij Vidbir 2018, 24-02-2018                                                                                               |
| Ucrania UA:PBC        | «Bajo la escalera»            | Inglés                             | Nacionalnij Vidbir 2018, 24-02-2018                                                                                               |

### Artistas que regresan
- Jessica Mauboy: Representó de manera simbólica a Australia en 2014, actuando como artista invitada en el intermedio de la segunda semifinal.
- Cesár Sampson: Participó como corista y bailarín en la puesta en escena de Bulgaria en 2016, y como corista fuera de cámara también de Bulgaria en la edición anterior.
- Vlado Mihailov: Fue uno de los componentes parte del coro de la canción de Bulgaria en la edición anterior.
- Lea Sirk: formó parte del coro de la candidatura de Eslovenia en la edición de 2014.
- Ieva Zasimauskaitė: Acudió al Festival de Eurovision Junior 2007 representando a Lituania en dicha edición infantil como corista de Lina Jurevičiūtė.
- Alexander Rybak: participó en la edición de 2009 con la canción Fairytale, resultando ganador con un total de 387 puntos, la entonces mayor puntuación en el Festival de la Canción de Eurovisión.
- Waylon: Representó a Países Bajos en 2014 como integrante del grupo The Common Linnets, que obtuvo la segunda posición.
- SuRie: Participó como corista y bailarina en la puesta en escena de Bélgica en 2015, y como corista fuera de cámara también de Bélgica en la edición anterior.
- Yulia Samoylova: Fue elegida como representante de Rusia en la edición anterior con la canción «Flame Is Burning», pero se retiraron de la competencia, debido a que ella tenía prohibido entrar a Ucrania durante 3 años.

### Sorteo de semifinales
Los componentes del Big Five (Alemania, España, Francia, Italia y Reino Unido) y el anfitrión Portugal tenían garantizado su pase a la final del festival, que se celebró el 12 de mayo. 
Los otros 37 países debieron ganarse este puesto en la semifinal. 19 de ellos se enfrentaron en la primera semifinal del 8 de mayo mientras que los otros 18 restantes hicieron lo propio el 10 de mayo. Los diez más votados de cada semifinal consiguieron el pase a la gran final. El sorteo para decidir en qué semifinal actuaría cada candidatura y en qué mitad (primera mitad o segunda mitad) se llevó a cabo el 29 de enero de 2018 en el Ayuntamiento de Lisboa; para ello los países participantes fueron repartidos en seis bombos en razón a su ubicación geográfica y tendencia en las votaciones.
| Bombo 1                                                                         | Bombo 2                                                         | Bombo 3                                                          | Bombo 4                                                     | Bombo 5                                                               | Bombo 6                                                           |
| ------------------------------------------------------------------------------- | --------------------------------------------------------------- | ---------------------------------------------------------------- | ----------------------------------------------------------- | --------------------------------------------------------------------- | ----------------------------------------------------------------- |
| - Albania - Croacia - Eslovenia - Macedonia (ARY) - Montenegro - Serbia - Suiza | - Dinamarca - Finlandia - Irlanda - Islandia - Noruega - Suecia | - Armenia - Azerbaiyán - Bielorrusia - Georgia - Rusia - Ucrania | - Bulgaria - Chipre - Grecia - Hungría - Moldavia - Rumania | - Australia - Austria - República Checa - Israel - Malta - San Marino | - Bélgica - Estonia - Letonia - Lituania - Países Bajos - Polonia |

| 1.ª semifinal 8 de mayo de 2018                                                                            | 1.ª semifinal 8 de mayo de 2018                                                         | 2.ª semifinal 10 de mayo de 2018                                                            | 2.ª semifinal 10 de mayo de 2018                                                    |
| --- | --------------------------------------------------------------------------------------- | ------------------------------------------------------------------------------------------- | ----------------------------------------------------------------------------------- |
| 1ª mitad: Bielorrusia Bulgaria Lituania Albania República Checa Bélgica Islandia Azerbaiyán Israel Estonia | 2ª mitad: Suiza Finlandia Austria Irlanda Armenia Chipre Croacia Grecia Macedonia (ARY) | 1ª mitad: Rusia Serbia Dinamarca Rumania Australia Noruega Moldavia San Marino Países Bajos | 2ª mitad: Montenegro Suecia Hungría Malta Letonia Georgia Polonia Eslovenia Ucrania |
| Con derecho a voto: España Portugal Reino Unido                                                            | Con derecho a voto: España Portugal Reino Unido                                         | Con derecho a voto: Alemania Francia Italia                                                 | Con derecho a voto: Alemania Francia Italia                                         |

## Festival

### Semifinales

#### Semifinal 1

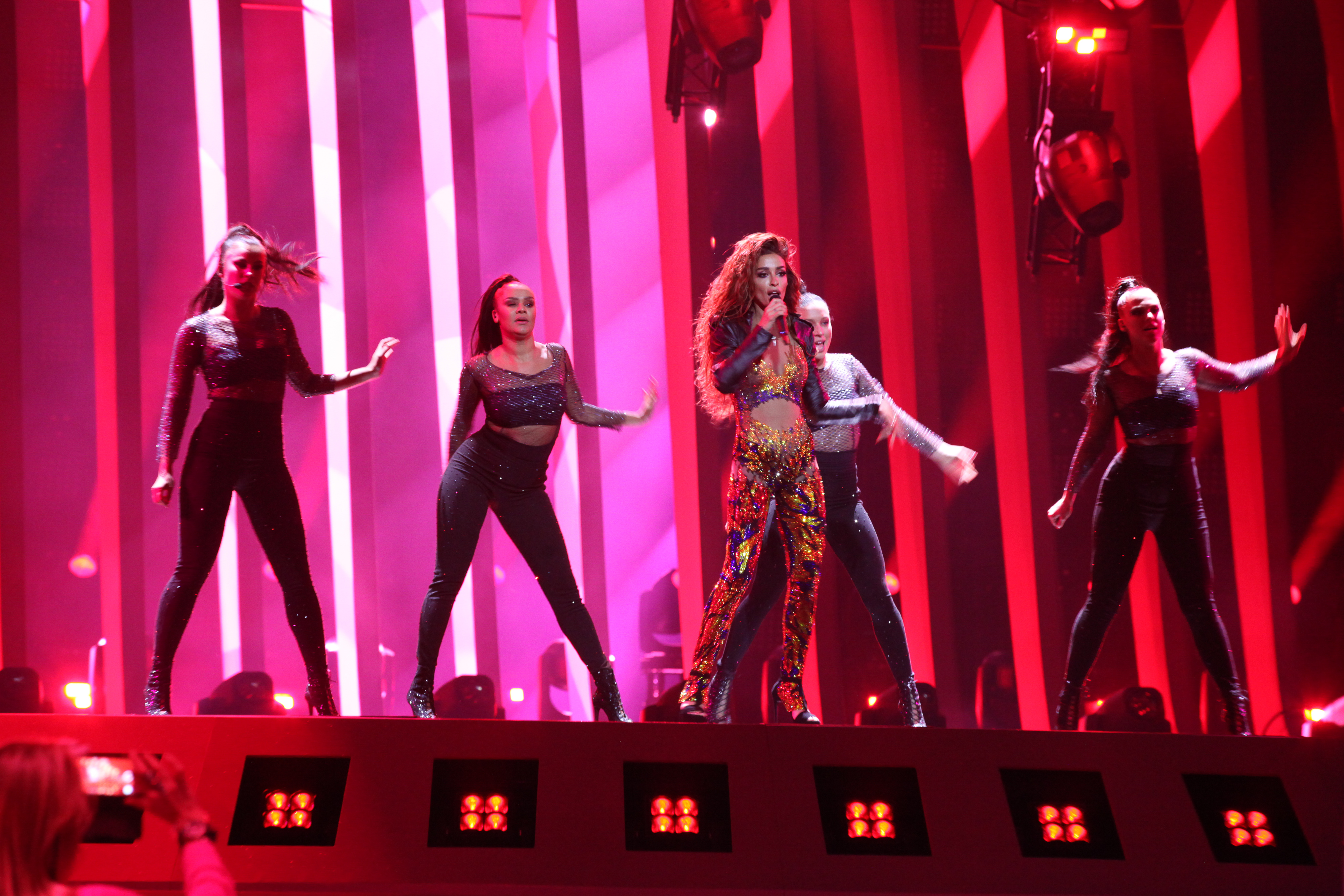
Eleni Foureira de Chipre se clasificó en segundo lugar de la semifinal 1, ganando el televoto y logrando el mejor resultado para la isla en el festival.

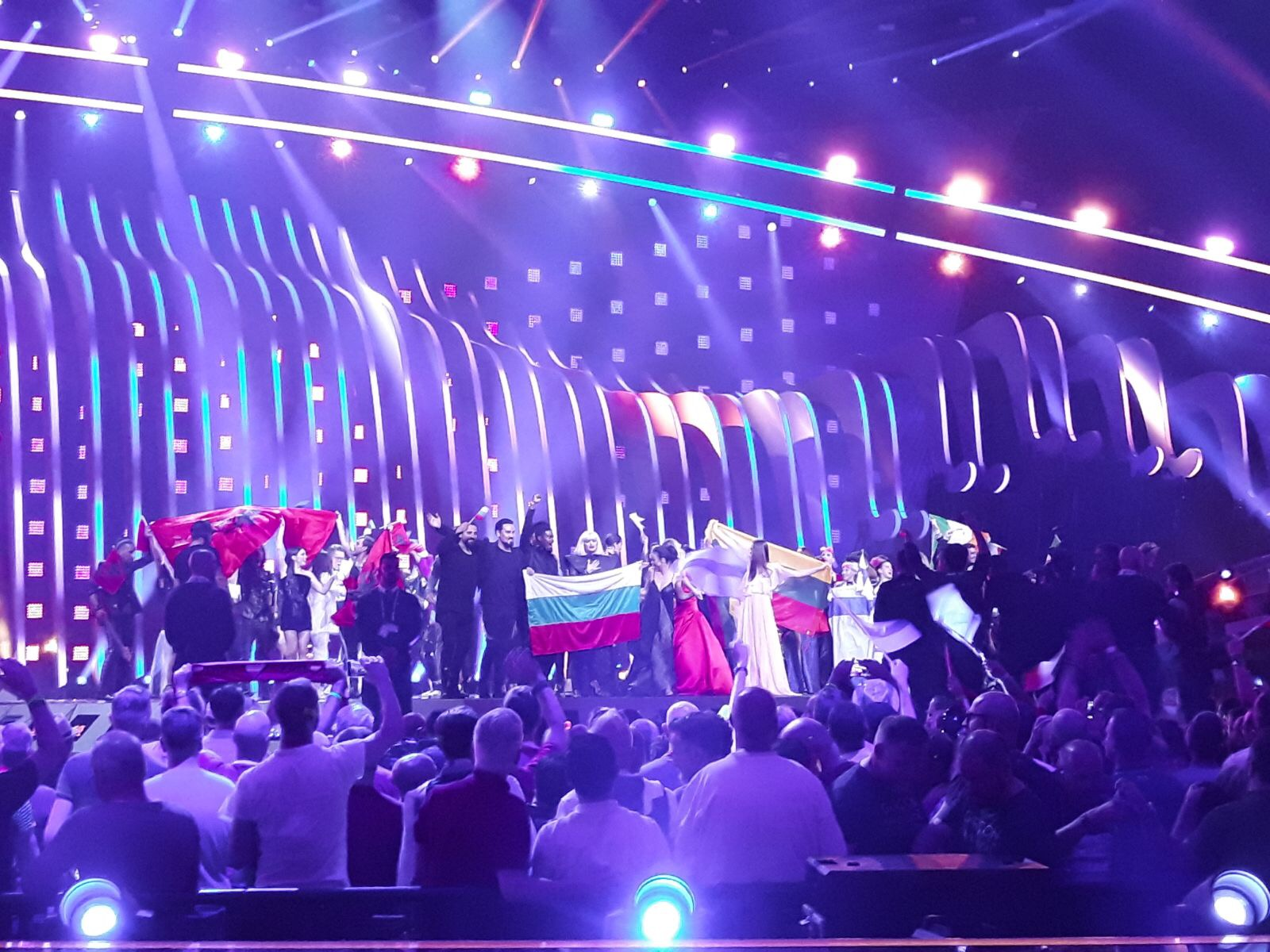
Los 10 clasificados de la primera semifinal de Eurovisión 2018 en el escenario tras la gala.

La primera semifinal se celebró el 8 de mayo de 2018 (21:00 CEST). Participaron 19 países y solo 10 pasaron a la Gran Final. Un total de 22 países tuvieron derecho a voto: los 19 participantes de esta gala más España, Reino Unido y Portugal, quienes ya se encontraban directamente clasificados al ser miembros de Big Five y el país anfitrión respectivamente.
Los 15 minutos que tuvieron los espectadores para votar y posteriormente el tiempo para realizar el conteo de votos, fue amenizado por los números «Planet Portugal (parte 1)» y «ESC-lopedia (parte 1)».
La votación le otorgó la victoria con 283 puntos a la máxima favorita del festival, Netta de Israel, con el tema trap/pop «Toy». La representante israelí arrasó en la votación del jurado, obteniendo 167 puntos, con 7 máximas puntuaciones; y consiguió el cuarto lugar del televoto con 116 puntos, logrando la primera victoria para el país mediterráneo. La ganadora del televoto, la cantante chipriota Eleni Foureira consiguió el segundo lugar de la semifinal con una sumatoria de 262 puntos. El top 5 fue completado por República Checa, Austria y Estonia.
Destacó además, la primera eliminación de Azerbaiyán en semifinales, tras su debut en 2008. De igual forma, sorprendió la eliminación de Suiza y Bélgica, que eran favoritas para avanzar a la gala del sábado mientras que sorprendieron los pases a la final de Albania, Austria, Irlanda y Lituania.
Los países resaltados obtuvieron la clasificación para la Gran Final:
| N.º | País            | Intérprete(s)      | Canción            | Lugar | Puntos |
| --- | --------------- | ------------------ | ------------------ | ----- | ------ |
| 01  | Azerbaiyán      | Aisel              | «X My Heart»       | 11    | 94     |
| 02  | Islandia        | Ari Ólafsson       | «Our Choice»       | 19    | 15     |
| 03  | Albania         | Eugent Bushpepa    | «Mall»             | 8     | 162    |
| 04  | Bélgica         | Sennek             | «A Matter of Time» | 12    | 91     |
| 05  | República Checa | Mikolas Josef      | «Lie to Me»        | 3     | 232    |
| 06  | Lituania        | Ieva Zasimauskaitė | «When We're Old»   | 9     | 119    |
| 07  | Israel          | Netta              | «Toy»              | 1     | 283    |
| 08  | Bielorrusia     | Alekseev           | «Forever»          | 16    | 65     |
| 09  | Estonia         | Elina Nechayeva    | «La forza»         | 5     | 201    |
| 10  | Bulgaria        | Equinox            | «Bones»            | 7     | 177    |
| 11  | Macedonia (ARY) | Eye Cue            | «Lost and Found»   | 18    | 24     |
| 12  | Croacia         | Franka             | «Crazy»            | 17    | 63     |
| 13  | Austria         | Cesár Sampson      | «Nobody but You»   | 4     | 231    |
| 14  | Grecia          | Gianna Terzi       | «Oneiro mou»       | 14    | 81     |
| 15  | Finlandia       | Saara Aalto        | «Monsters»         | 10    | 108    |
| 16  | Armenia         | Sevak Khanagyan    | «Qami»             | 15    | 79     |
| 17  | Suiza           | Zibbz              | «Stones»           | 13    | 86     |
| 18  | Irlanda         | Ryan O'Shaughnessy | «Together»         | 6     | 179    |
| 19  | Chipre          | Eleni Foureira     | «Fuego»            | 2     | 262    |

##### Desglose
| Pos. | Jurado          | Puntos |
| ---- | --------------- | ------ |
| 1    | Israel          | 167    |
| 2    | Austria         | 115    |
| 3    | Albania         | 114    |
| 4    | Bulgaria        | 107    |
| 5    | República Checa | 98     |
| 6    | Chipre          | 89     |
| 7    | Estonia         | 81     |
| 8    | Irlanda         | 71     |
| 9    | Bélgica         | 71     |
| 10   | Suiza           | 59     |
| 11   | Lituania        | 57     |
| 12   | Azerbaiyán      | 47     |
| 13   | Croacia         | 46     |
| 14   | Armenia         | 38     |
| 15   | Finlandia       | 35     |
| 16   | Grecia          | 28     |
| 17   | Bielorrusia     | 20     |
| 18   | Macedonia (ARY) | 18     |
| 19   | Islandia        | 15     |

| Pos. | Televoto        | Puntos |
| ---- | --------------- | ------ |
| 1    | Chipre          | 173    |
| 2    | República Checa | 134    |
| 3    | Estonia         | 120    |
| 4    | Israel          | 116    |
| 5    | Austria         | 116    |
| 6    | Irlanda         | 108    |
| 7    | Finlandia       | 73     |
| 8    | Bulgaria        | 70     |
| 9    | Lituania        | 62     |
| 10   | Grecia          | 53     |
| 11   | Albania         | 48     |
| 12   | Azerbaiyán      | 47     |
| 13   | Bielorrusia     | 45     |
| 14   | Armenia         | 41     |
| 15   | Suiza           | 27     |
| 16   | Bélgica         | 20     |
| 17   | Croacia         | 17     |
| 18   | Macedonia (ARY) | 6      |
| 19   | Islandia        | 0      |

#### Semifinal 2

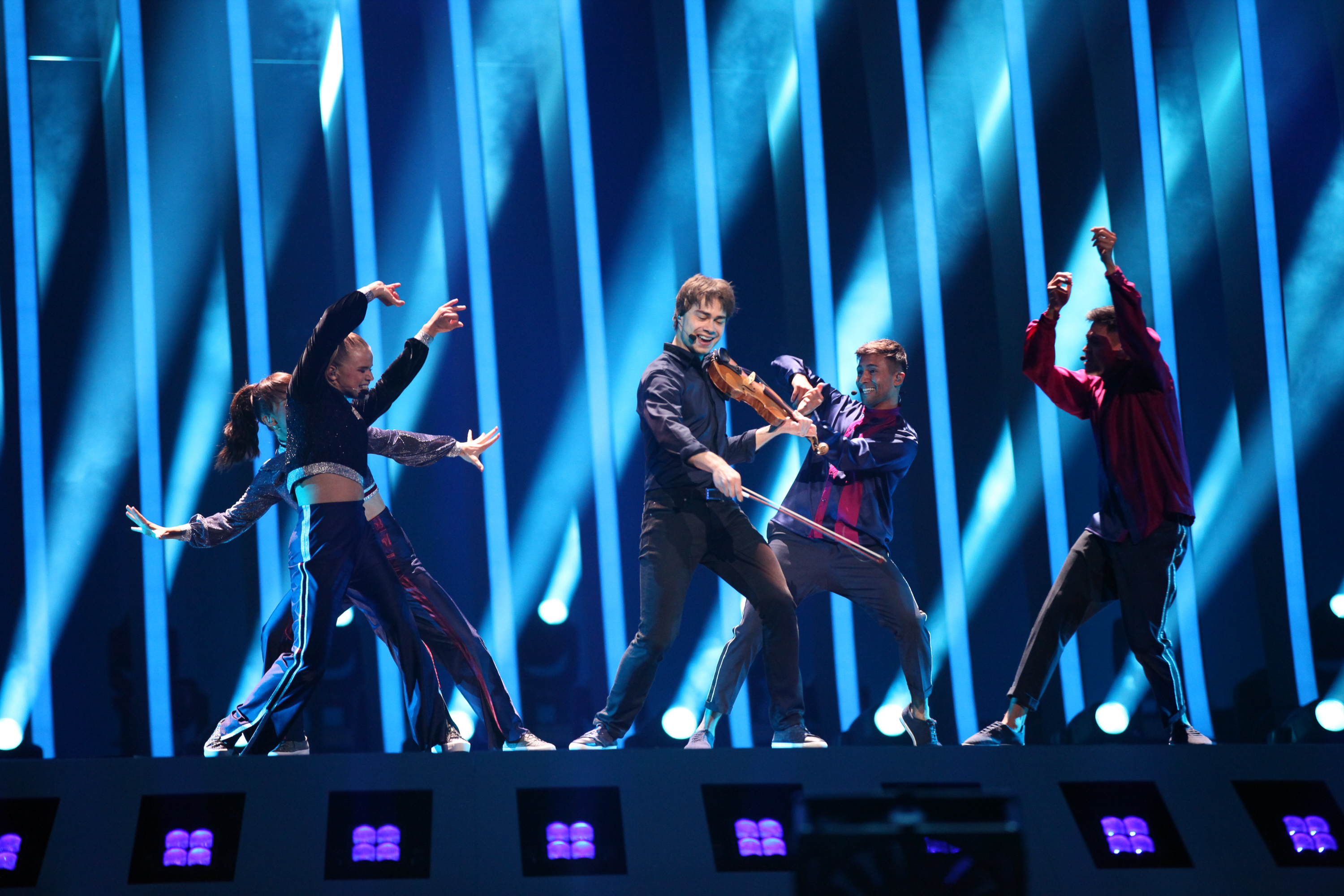
Alexander Rybak de Noruega ganó la segunda semifinal, convirtiéndose en la primera persona en ganar dos veces una semifinal, tras la de 2009.

La segunda semifinal del Festival de la Canción de Eurovisión 2018 se celebró el 10 de mayo de 2018, (21:00 horas CEST). 18 países participaron en este evento, en busca de uno de los 10 puestos para la final. Un total de 21 países tuvieron derecho a voto en este semifinal: los 18 participantes más Alemania, Francia e Italia, quienes ya se encontraban directamente clasificados al ser miembros de Big Five.
Los 15 minutos que tuvieron los espectadores para votar y posteriormente el tiempo para realizar el conteo de votos, fue amenizado por los números «Planet Portugal (parte 2)» y «ESC-lopedia (parte 2)». 
Noruega logró la victoria en la semifinal con el cantante Alexander Rybak y la canción "That's how you write a song", tras obtener una sumatoria de 266 puntos. El intérprete noruego finalizó en segundo lugar en la votación del jurado con 133 puntos y el tercer lugar en la votación del televoto también con 133 puntos.  El segundo lugar, se posicionó Suecia con Benjamin Ingrosso. El podio lo completó, de manera sorpresiva, DoReDos, representantes de Moldavia, con el tema "My Lucky Day". El cuarto lugar, fue para la cantante australiano Jessica Mauboy y la canción pop "We Got Love". El Top 5 se completó con el danés Rasmussen.
Destacó además, las primeras eliminaciones de Rusia y Rumania en semifinales. De igual forma, sorprendió la eliminación de Polonia y Letonia, que eran favoritas para avanzar a la gala del sábado mientras que sorprendieron los pases a la final de Eslovenia y Serbia.
Los países resaltados obtuvieron la clasificación para la Gran Final:
| N.º | País         | Intérprete(s)                 | Canción                       | Lugar | Puntos |
| --- | ------------ | ----------------------------- | ----------------------------- | ----- | ------ |
| 01  | Noruega      | Alexander Rybak               | «That's How You Write a Song» | 1     | 266    |
| 02  | Rumania      | The Humans                    | «Goodbye»                     | 11    | 107    |
| 03  | Serbia       | Sanja Ilić & Balkanika        | «Nova Deca»                   | 9     | 117    |
| 04  | San Marino   | Jessika feat. Jenifer Brening | «Who We Are»                  | 17    | 28     |
| 05  | Dinamarca    | Rasmussen                     | «Higher Ground»               | 5     | 204    |
| 06  | Rusia        | Julia Samoylova               | «I Won't Break»               | 15    | 65     |
| 07  | Moldavia     | DoReDos                       | «My Lucky Day»                | 3     | 235    |
| 08  | Países Bajos | Waylon                        | «Outlaw In 'Em»               | 7     | 174    |
| 09  | Australia    | Jessica Mauboy                | «We Got Love»                 | 4     | 212    |
| 10  | Georgia      | Iriao                         | «For You»                     | 18    | 24     |
| 11  | Polonia      | Gromee feat. Lukas Meijer     | «Light Me Up»                 | 14    | 81     |
| 12  | Malta        | Christabelle                  | «Taboo»                       | 13    | 101    |
| 13  | Hungría      | AWS                           | «Viszlát nyár»                | 10    | 111    |
| 14  | Letonia      | Laura Rizzotto                | «Funny Girl»                  | 12    | 106    |
| 15  | Suecia       | Benjamin Ingrosso             | «Dance You Off»               | 2     | 254    |
| 16  | Montenegro   | Vanja Radovanović             | «Inje»                        | 16    | 40     |
| 17  | Eslovenia    | Lea Sirk                      | «Hvala, ne!»                  | 8     | 132    |
| 18  | Ucrania      | Mélovin                       | «Under the Ladder»            | 6     | 179    |

##### Desglose semifinal 2
| Pos. | Jurado       | Puntos |
| ---- | ------------ | ------ |
| 1    | Suecia       | 171    |
| 2    | Noruega      | 133    |
| 3    | Australia    | 130    |
| 4    | Países Bajos | 127    |
| 5    | Malta        | 93     |
| 6    | Letonia      | 92     |
| 7    | Moldavia     | 82     |
| 8    | Eslovenia    | 67     |
| 9    | Rumania      | 67     |
| 10   | Ucrania      | 59     |
| 11   | Serbia       | 45     |
| 12   | Dinamarca    | 40     |
| 13   | Hungría      | 23     |
| 14   | Montenegro   | 23     |
| 15   | Polonia      | 21     |
| 16   | San Marino   | 14     |
| 17   | Rusia        | 14     |
| 18   | Georgia      | 11     |

| Pos. | Televoto     | Puntos |
| ---- | ------------ | ------ |
| 1    | Dinamarca    | 164    |
| 2    | Moldavia     | 153    |
| 3    | Noruega      | 133    |
| 4    | Ucrania      | 114    |
| 5    | Hungría      | 88     |
| 6    | Suecia       | 83     |
| 7    | Australia    | 82     |
| 8    | Serbia       | 72     |
| 9    | Eslovenia    | 65     |
| 10   | Polonia      | 60     |
| 11   | Rusia        | 51     |
| 12   | Países Bajos | 47     |
| 13   | Rumania      | 40     |
| 14   | Montenegro   | 17     |
| 15   | Letonia      | 14     |
| 16   | San Marino   | 14     |
| 17   | Georgia      | 13     |
| 18   | Malta        | 8      |

### Final
La final del Festival de Eurovisión de 2018 se celebró el 12 de mayo y estuvo compuesta por los 20 clasificados de la primera y de la segunda semifinal, el «Big 5» (Alemania, España, Francia, Italia y Reino Unido) y el país anfitrión como ganadora de la edición anterior, Portugal.
Tal como pasó en las semifinales, el orden de actuación fue decidido por los productores tras conocerse la identidad de los 20 semifinalistas clasificados y determinarse por azar en qué mitad de la gala actuarán junto a los finalistas directos (primera mitad, del 1-13; o segunda mitad, del 14-26); sin embargo, durante la reunión de jefes de delegación de los 43 países participantes se determinó por sorteo que el anfitrión, Portugal, actuase en la octava posición. 
| N.º | País            | Intérprete(s)              | Canción                       | Lugar | Puntos |
| --- | --------------- | -------------------------- | ----------------------------- | ----- | ------ |
| 01  | Ucrania         | Mélovin                    | «Under the Ladder»            | 17    | 130    |
| 02  | España          | Amaia y Alfred             | «Tu canción»                  | 23    | 61     |
| 03  | Eslovenia       | Lea Sirk                   | «Hvala, ne!»                  | 22    | 64     |
| 04  | Lituania        | Ieva Zasimauskaitė         | «When We're Old»              | 12    | 181    |
| 05  | Austria         | Cesár Sampson              | «Nobody but You»              | 3     | 342    |
| 06  | Estonia         | Elina Nechayeva            | «La forza»                    | 8     | 245    |
| 07  | Noruega         | Alexander Rybak            | «That's How You Write a Song» | 15    | 144    |
| 08  | Portugal        | Cláudia Pascoal            | «O Jardim»                    | 26    | 39     |
| 09  | Reino Unido     | SuRie                      | «Storm»                       | 24    | 48     |
| 10  | Serbia          | Sanja Ilić & Balkanika     | «Nova Deca»                   | 19    | 113    |
| 11  | Alemania        | Michael Schulte            | «You Let Me Walk Alone»       | 4     | 340    |
| 12  | Albania         | Eugent Bushpepa            | «Mall»                        | 11    | 184    |
| 13  | Francia         | Madame Monsieur            | «Mercy»                       | 13    | 173    |
| 14  | República Checa | Mikolas Josef              | «Lie to Me»                   | 6     | 281    |
| 15  | Dinamarca       | Rasmussen                  | «Higher Ground»               | 9     | 226    |
| 16  | Australia       | Jessica Mauboy             | «We Got Love»                 | 20    | 99     |
| 17  | Finlandia       | Saara Aalto                | «Monsters»                    | 25    | 46     |
| 18  | Bulgaria        | Equinox                    | «Bones»                       | 14    | 166    |
| 19  | Moldavia        | DoReDos                    | «My Lucky Day»                | 10    | 209    |
| 20  | Suecia          | Benjamin Ingrosso          | «Dance You Off»               | 7     | 274    |
| 21  | Hungría         | AWS                        | «Viszlát nyár»                | 21    | 93     |
| 22  | Israel          | Netta                      | «Toy»                         | 1     | 529    |
| 23  | Países Bajos    | Waylon                     | «Outlaw In 'Em»               | 18    | 121    |
| 24  | Irlanda         | Ryan O'Shaughnessy         | «Together»                    | 16    | 136    |
| 25  | Chipre          | Eleni Foureira             | «Fuego»                       | 2     | 436    |
| 26  | Italia          | Ermal Meta & Fabrizio Moro | «Non mi avete fatto niente»   | 5     | 308    |

#### Desglose de votación
| Pos. | Jurado          | Puntos |
| ---- | --------------- | ------ |
| 1    | Austria         | 271    |
| 2    | Suecia          | 253    |
| 3    | Israel          | 212    |
| 4    | Alemania        | 204    |
| 5    | Chipre          | 183    |
| 6    | Estonia         | 143    |
| 7    | Albania         | 126    |
| 8    | Francia         | 114    |
| 9    | Bulgaria        | 100    |
| 10   | Moldavia        | 94     |
| 11   | Lituania        | 90     |
| 12   | Australia       | 90     |
| 13   | Países Bajos    | 89     |
| 14   | Irlanda         | 74     |
| 15   | República Checa | 66     |
| 16   | Noruega         | 60     |
| 17   | Italia          | 59     |
| 18   | España          | 43     |
| 19   | Eslovenia       | 41     |
| 20   | Dinamarca       | 38     |
| 21   | Serbia          | 38     |
| 22   | Hungría         | 28     |
| 23   | Reino Unido     | 23     |
| 24   | Finlandia       | 23     |
| 25   | Portugal        | 21     |
| 26   | Ucrania         | 11     |

| Pos. | Televoto        | Puntos |
| ---- | --------------- | ------ |
| 1    | Israel          | 317    |
| 2    | Chipre          | 253    |
| 3    | Italia          | 249    |
| 4    | República Checa | 215    |
| 5    | Dinamarca       | 188    |
| 6    | Alemania        | 136    |
| 7    | Ucrania         | 119    |
| 8    | Moldavia        | 115    |
| 9    | Estonia         | 102    |
| 10   | Lituania        | 91     |
| 11   | Noruega         | 84     |
| 12   | Serbia          | 75     |
| 13   | Austria         | 71     |
| 14   | Bulgaria        | 66     |
| 15   | Hungría         | 65     |
| 16   | Irlanda         | 62     |
| 17   | Francia         | 59     |
| 18   | Albania         | 58     |
| 19   | Países Bajos    | 32     |
| 20   | Reino Unido     | 25     |
| 21   | Eslovenia       | 23     |
| 22   | Finlandia       | 23     |
| 23   | Suecia          | 21     |
| 24   | España          | 18     |
| 25   | Portugal        | 18     |
| 26   | Australia       | 9      |

#### Máximas puntuaciones

##### Jurado
| N. | A         | De                                                                                    |
| -- | --------- | ------------------------------------------------------------------------------------- |
| 9  | Austria   | Bélgica, Bulgaria, Estonia, Islandia, Israel, Lituania, Polonia, Reino Unido, Rumania |
| 8  | Suecia    | Alemania, Armenia, Australia, Chipre, Eslovenia, Georgia, Letonia, Serbia             |
| 6  | Chipre    | Bielorrusia, España, Grecia, Irlanda, Malta, Suecia                                   |
| 5  | Israel    | Austria, Finlandia, Francia, República Checa, San Marino                              |
| 4  | Alemania  | Dinamarca, Noruega, Países Bajos, Suiza                                               |
| 3  | Estonia   | Macedonia (ARY), Moldavia, Portugal                                                   |
| 1  | Albania   | Azerbaiyán                                                                            |
| 1  | Dinamarca | Hungría                                                                               |
| 1  | Francia   | Ucrania                                                                               |
| 1  | Italia    | Albania                                                                               |
| 1  | Lituania  | Croacia                                                                               |
| 1  | Moldavia  | Rusia                                                                                 |
| 1  | Noruega   | Italia                                                                                |
| 1  | Serbia    | Montenegro                                                                            |

##### Televoto
| N. | A               | De                                                                             |
| -- | --------------- | ------------------------------------------------------------------------------ |
| 8  | Israel          | Australia, Azerbaiyán, España, Francia, Georgia, Moldavia, San Marino, Ucrania |
| 5  | Lituania        | Estonia, Irlanda, Letonia, Noruega, Reino Unido                                |
| 4  | Serbia          | Croacia, Eslovenia, Montenegro, Suiza                                          |
| 3  | Chipre          | Armenia, Bulgaria, Grecia                                                      |
| 3  | Dinamarca       | Hungría, Islandia, Suecia                                                      |
| 3  | Italia          | Albania, Alemania, Malta                                                       |
| 3  | Ucrania         | Bielorrusia, Polonia, República Checa                                          |
| 2  | Albania         | Italia, Macedonia (ARY)                                                        |
| 2  | Alemania        | Dinamarca, Países Bajos                                                        |
| 2  | Estonia         | Finlandia, Lituania                                                            |
| 2  | Moldavia        | Rumania, Rusia                                                                 |
| 2  | República Checa | Austria, Israel                                                                |
| 1  | Bulgaria        | Chipre                                                                         |
| 1  | España          | Portugal                                                                       |
| 1  | Hungría         | Serbia                                                                         |
| 1  | Países Bajos    | Bélgica                                                                        |

## Otros países

### Miembros activos de la UER
- Andorra: RTVA anunció el 14 de mayo de 2017 que no participará en esta edición, debido a razones económicas y de reestructuración del ente.[72]

- Bosnia y Herzegovina: BHRT anunció el 14 de agosto de 2017, que su participación en el próximo Festival de la Canción de Eurovisión era improbable debido a las dificultades financieras.[73] El 18 de septiembre de 2017, la BHRT publicó en sus redes sociales que no estaría presente en la edición de la capital portuguesa.[74]

- Eslovaquia: RTVS, Eríka Rusnáková, encargada de dar la información de la televisión eslovaca a la prensa, confirmó el 11 de septiembre de 2017 al sitio web eurovisivo checo Eurocontest.cz, que el país centroeuropeo no participaría en la edición de Lisboa 2018.[75]

- Luxemburgo: Steve Schmit de RTL, el director de la Programación en la televisión de Luxemburgo, explicó las razones en contra de su participación, en su no retorno en el 2016. Además, señaló que las probabilidades de victoria del país son limitadas: «Creo que con el crecimiento de Eurovisión, la no victoria estaría asegurada. Con el nuevo sistema de votación, es muy poco probable que nuestro país gane. Los países pequeños tienen un voto en contra». La última participación del país luxemburgués en el festival fue en 1993.[76]

- Mónaco: TMC publicó el 31 de agosto de 2017 que Mónaco que no participará en el concurso de 2018.[77]

- Turquía: TRT En la noche del 12 de julio de 2017, Sertab Erener, quien ganó representando a Turquía en 2003, anunció en un directo de Instagram que el país volvería al festival en 2018 y que le deseaba suerte al próximo representante turco en el festival.[78] maNga, los representantes turcos en 2010[79] y Hadise, 2009, también expresaron sus intereses para el retorno de Turquía al festival. En contra de estas aclaraciones, el primer ministro turco Bekir Bozdağ respondió el 7 de agosto de 2017 que no había planes para que el país volviese al concurso.[80] El mismo día, el canal público de Turquía (TRT) confirmó su no participación en la primera edición celebrada en el país luso.[81]

## Controversias

### Presentación de la canción bielorrusa
El 10 de enero de 2018, se hizo patente en la red social rusa VK que el cantante ucraniano Alekseev había realizado una versión en ruso de su canción para el EuroFest "Forever" (como Navsegda) en mayo de 2017 en Stavropol, antes del 1 de septiembre de 2017, fecha límite para la presentación por la UER, posiblemente violando las reglas del concurso. Seis artistas amenazaron con retirarse de la selección si se les permitía competir, con Sofi Lapina realmente haciéndolo. Alekseev fue finalmente autorizado para competir por la BTRC, luego de una renovación melódica de la canción, ganando así la selección y consecuentemente representando a Bielorrusia en el Festival de Eurovisión 2018. Sin embargo, el 23 de febrero se informó que la UER le había dado permiso a Alekseev para realizar su versión original en inglés de la canción en el concurso, y optar por cantar esta versión de la canción en mayo. Pocas semanas después de ese anuncio, el 28 de marzo Alekseev presentó una nueva versión de su entrada de Eurovisión con una introducción más clara y con coro adicional al final de la canción. También confirmó que esa versión se llevaría a cabo en Lisboa.

### Lesiones en el primer ensayo de República Checa
El 29 de abril de 2018, durante el primer ensayo sobre la actuación de República Checa, el cantante Mikolas Josef sufrió lesiones en la espalda mientras ensayaba, al realizar un salto mortal, y fue trasladado al hospital. El cantante puso al corriente a sus seguidores en Instagram, diciendo: «Puedo confirmar que me lesioné durante el ensayo y la situación empeoró después de varias horas. Ahora ni siquiera puedo andar. Volví del primer hospital y ahora me dirijo a otro.» Más tarde saltaron los rumores de que iba empeorando aún más y los médicos no le recomendaban participar en el festival. Él mismo, en un directo de Instagram, confirmó que poco a poco se iba recuperando y que haría unos pequeños cambios en su puesta de escena para no tener que hacer el mortal. Se confirmó que la puesta en escena iba a ser igual, solo que sin acrobacias. Como consecuencia de estos cambios, el representante checo descendió de la segunda posición en la que se encontraba en las casas de apuestas hasta la séptima posición. Él afirmó que, sin embargo, actuaría sin importar qué, ya que realizó su segundo ensayo sin problemas. Finalmente, en la final de Eurovisión realizó el salto.

### Censura de un canal chino
La retransmisión de la primera semifinal en China a través de la plataforma en línea MangoTV, dejó sin emitir las actuaciones de Albania e Irlanda. La actuación albanesa fue censurada debido a los tatuajes que mostraba el cantante, mientras que la actuación irlandesa fue censurada porque dos bailarines representaban un baile entre una pareja homosexual. Además pixeló banderas arcoíris mostradas por el público. Como respuesta, la UER declaró que la emisora china "no estaba en línea con los valores de universalidad e inclusión que defendemos y en nuestra orgullosa tradición de celebrar la diversidad a través de la música", y anunció su decisión de rescindir con efecto inmediato su contrato con MangoTV, por lo que no pudieron emitir la segunda semifinal y la final.

### Interrupción de la actuación británica
La actuación de SuRie, representante del Reino Unido, fue interrumpida por un hombre que invadió el escenario y le agarró el micrófono. gritando en inglés "Nazis modernos de los medios de comunicación británicos, pedimos libertad". El hombre fue identificado posteriormente como Dr ACactivism, un activista político procedente de Londres. SuRie pudo continuar con su actuación tras unos segundos de inquietud. La UER propuso a SuRie repetir su actuación, pero declinó la oferta.

### Acusaciones de apropiación cultural
Tras la actuación de Netta Barzilai de Israel y su canción "Toy", los críticos de la canción acusaron a Netta de apropiarse culturalmente de la cultura japonesa, y varios usuarios recurrieron a redes sociales como Twitter para llamar a la actuación "ofensiva". Las acusaciones se hicieron después de que ella usó un kimono y bollos, así como también se mostró a Maneki-nekos durante la presentación.
El tema fue debatido en el programa matutino británico Good Morning Britain el 14 de mayo de 2018 en respuesta, con presentadores de televisión Trisha Goddard y Piers Morgan defendiendo a Netta al afirmar que simplemente estaba implementando elementos de la cultura japonesa debido a su propia apreciación. La periodista inglesa Rebecca Reid no estuvo de acuerdo, argumentando que "no es una representación bella y amorosa de la verdadera cultura japonesa. Es un disfraz".